# Partido Agrario Laborista
De Partido Agrario Laborista (Nederlands: Agrarische Arbeiderspartij, PAL) was een populistische en agrarische politieke partij in Chili die in 1945 werd opgericht en in 1958 werd opgeheven.

## Geschiedenis
De PAL ontstond op 7 september 1945 als gevolg van de fusie van de Partido Agrario (Agrarische Partij) en de Alianza Popular Libertadora (Alliantie van de Volksvrijheid). Deze laatste partij herbergde ook een aantal oud-leden van de Movimiento Nacional Socialista de Chile (Nationaal-Socialistische Beweging van Chili). Ook twee kleine nationalistische partijtjes gingen in de nieuwe PAL op. In het oprichtingsmanifest presenteerde de partij zich als een partij van law and order.
In 1952 steunde de PAL de kandidatuur van Carlos Ibáñez del Campo en verbond zich voor dat doel met andere (kleine) populistische partijen. De rechtervleugel onder Jaime Larraín García-Moreno steunde niettemin de kandidatuur van Arturo Matte Larraín die de centrumrechtse partijen vertegenwoordigde Na de verkiezing van Ibáñez tot president nam de partij deel aan de regering. Een minderheid van de partij stond evenwel kritisch over de samenwerking met Ibáñez.
De rechtse koers onder Jaime Larraín García-Moreno leidde echter in 1954 tot een afsplitsing van de meer gematigde vleugel die de naam Partido Nacional Agrario (Nationale Agrarische Partij) aannam. De steun die de PAL verleende aan de christendemocratische presidentskandidaat Eduardo Frei Montalva in 1958 leidde wederom tot een afsplitsing: rechtse leden van de partij richtten de Partido Agrario Laborista Recuperacionista (Herstelde Agrarische Arbeiderspartij) op die de conservatief-liberale kandidaat Jorge Alessandri steunden.
Na de presidentsverkiezingen van 1958 ging de PAL met de Partido Nacional (Nationale Partij) op in een nieuwe politieke partij, de Partido Nacional Popular (Nationale Volkspartij, PANAPO) die in 1960 alweer ontbonden werd. Oud-leden van de PAL sloten zich vervolgens aan bij de Partido Demócrata Cristiano (Christendemocratische Partij) en de Partido Democrático Nacional (Nationaal-Democratische Partij, PADENA). Een aantal oud-leden weigerden zich echter bij een van deze partijen aan te sluiten en besloten in 1963 tot de oprichting van de Democracia Agrario Laborista (Democratische Agrarische Arbeiderspartij).

## Verkiezingsuitslagen
| Jaar | Aantal afgevaardigden (totaal aantal zetels tussen haakjes) | Aantal senatoren (totaal aantal zetels tussen haakjes) |
| ---- | ----------------------------------------------------------- | ------------------------------------------------------ |
| 1949 | 14 (147)                                                    | 3 (45)                                                 |
| 1953 | 19 (147)                                                    | 4 (45)                                                 |
| 1957 | 10 (147)                                                    | 4 (45)                                                 |